# Bezděkov pod Třemšínem
Bezděkov pod Třemšínem (německy Besdiekau, do roku 1950 jen Bezděkov) je obec v okrese Příbram ve Středočeském kraji. Leží asi šestnáct kilometrů jihozápadně od Příbrami. Žije zde 163 obyvatel.

## Historie
Kdy a kým byl Bezděkov založen se neví, vždy však byl zřejmě součástí rožmitálského panství. První písemná zmínka o vesnici pochází ze zápisu smlouvy z roku 1544, kdy bylo zadlužené rožmitálské panství předáno věřitelům. Zde je Bezděkov uveden jako součást zadluženého dominia. Další zápis o Bezděkově je z roku 1565, kdy je ve zdejších usedlostech jmenovitě uvedeno 6 osedlých (rodin). Další dochované záznamy o obci jsou jen strohé a všeobecné. Podrobněji se o Bezděkovu začínají dokumenty zmiňovat až od druhé poloviny 18. století.
V roce 1844 byla na návsi postavena kaple Nejsvětější Trojice. V roce 1870 vznikla spojená obec Pňovice-Bezděkov, kdy v Piňovicích úřadoval a obec spravoval starosta, v Bezděkově zastával tuto funkci první radní. V té době žilo v Bezděkově kolem tří set obyvatel. Nejvyššího počtu (326) dosáhla obec v roce 1886. Pohromou pro obec byl rok 1889, kdy zde vypukl velký požár a při kterém lehlo popelem celkem 11 domů. V roce 1897 došlo k přeškolení obce do Rožmitálu. Než se tak stalo, musely děti školou povinné docházet do nedaleké školy v Pročevilech. Další velký požár, při kterém v roce 1904 shořely 4 domy, byl impulzem ke snaze založit v Bezděkově sbor dobrovolných hasičů. Ten se však, hlavně kvůli neochotě obecních radních, podařilo ustanovit až na sklonku roku 1911. Pár let na to propukla 1. světová válka a do frontových linií bylo z obce postupně odvedeno 33 mužů. Pět z nich se do Bezděkova nikdy nevrátilo.

### Meziválečné období a 2. světová válka

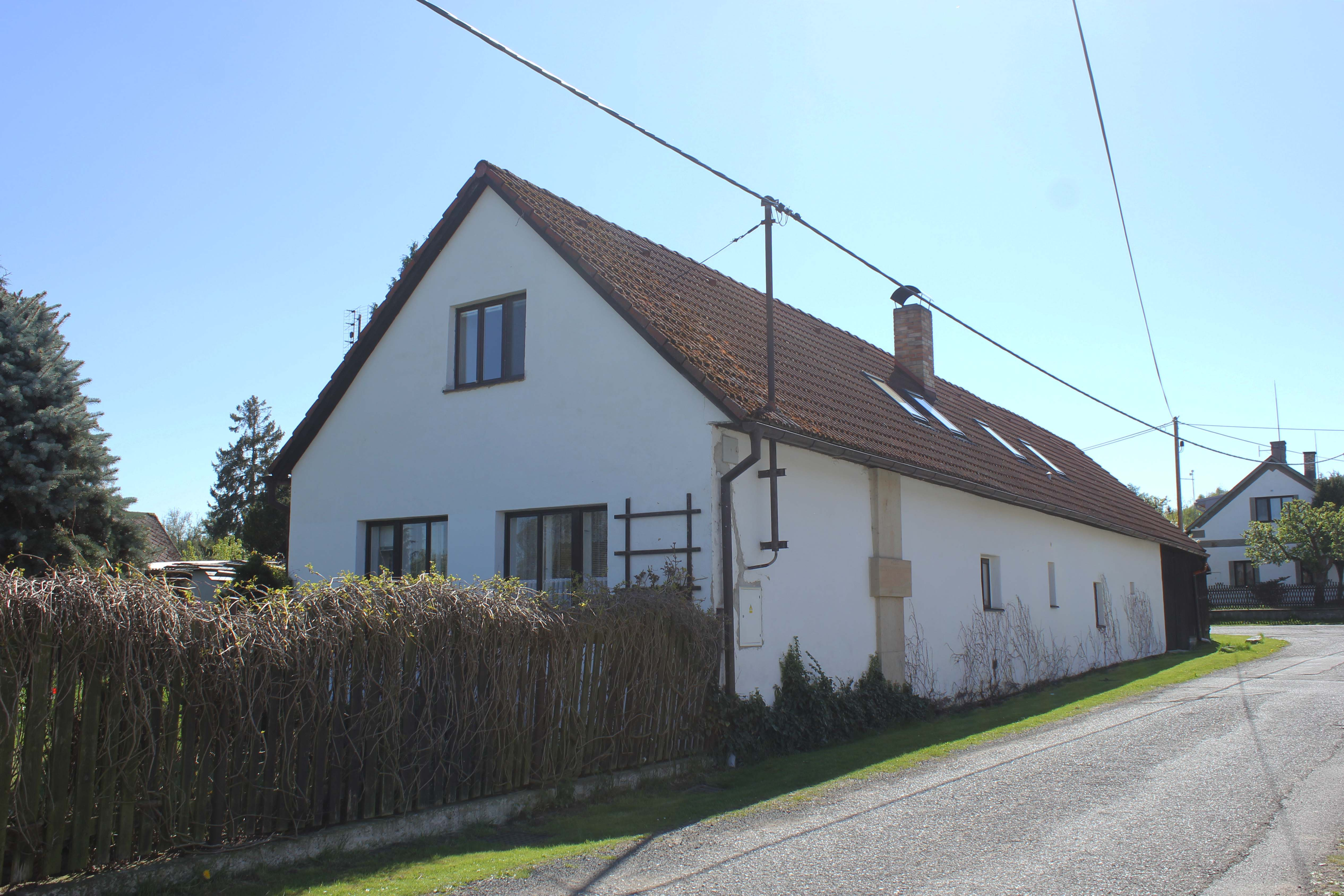
Dům Habadových

Po skončení 1. světové války došlo k pomalé rozluce mezi Pňovicemi a Bezděkovem, v té době stále ještě spojené v jednu obec. V roce 1919 sice přesídlil obecní úřad z Pňovic do Bezděkova, ale již v následujícím roce bylo schváleno usnesení bezděkovského osadního výboru k odtržení od Pňovic. K tomu došlo v roce 1923, kdy byl Bezděkov povýšen z osady na samostatnou obec s vlastní samosprávou. První velkou zkouškou fungování již samostatné obce byla její elektrifikace, která úspěšně proběhla v roce 1929. V roce 1935 zasáhla obec větrná smršť, při níž bylo poškozeno mnoho obytných i hospodářských budov, a která napáchala také rozsáhlé polomy v lesích. Ještě téhož roku také došlo k zavedení celonočního veřejného osvětlování, kvůli čemuž byla zrušena do té doby veřejná funkce obecného ponocného. Ale to již v Evropě začaly opět řinčet zbraně a schylovalo se k vypuknutí 2. světové války. Při všeobecné mobilizaci v září 1938 nastoupilo ke svým útvarům i 18 mužů z Bezděkova, jenže vládou přijaté kruté podmínky Mnichovské dohody jim znemožnily bránit svou vlast a tím i Bezděkov. Ten byl následné okupační německé nadvlády zbaven až příchodem sovětských vojsk v květnu roku 1945.

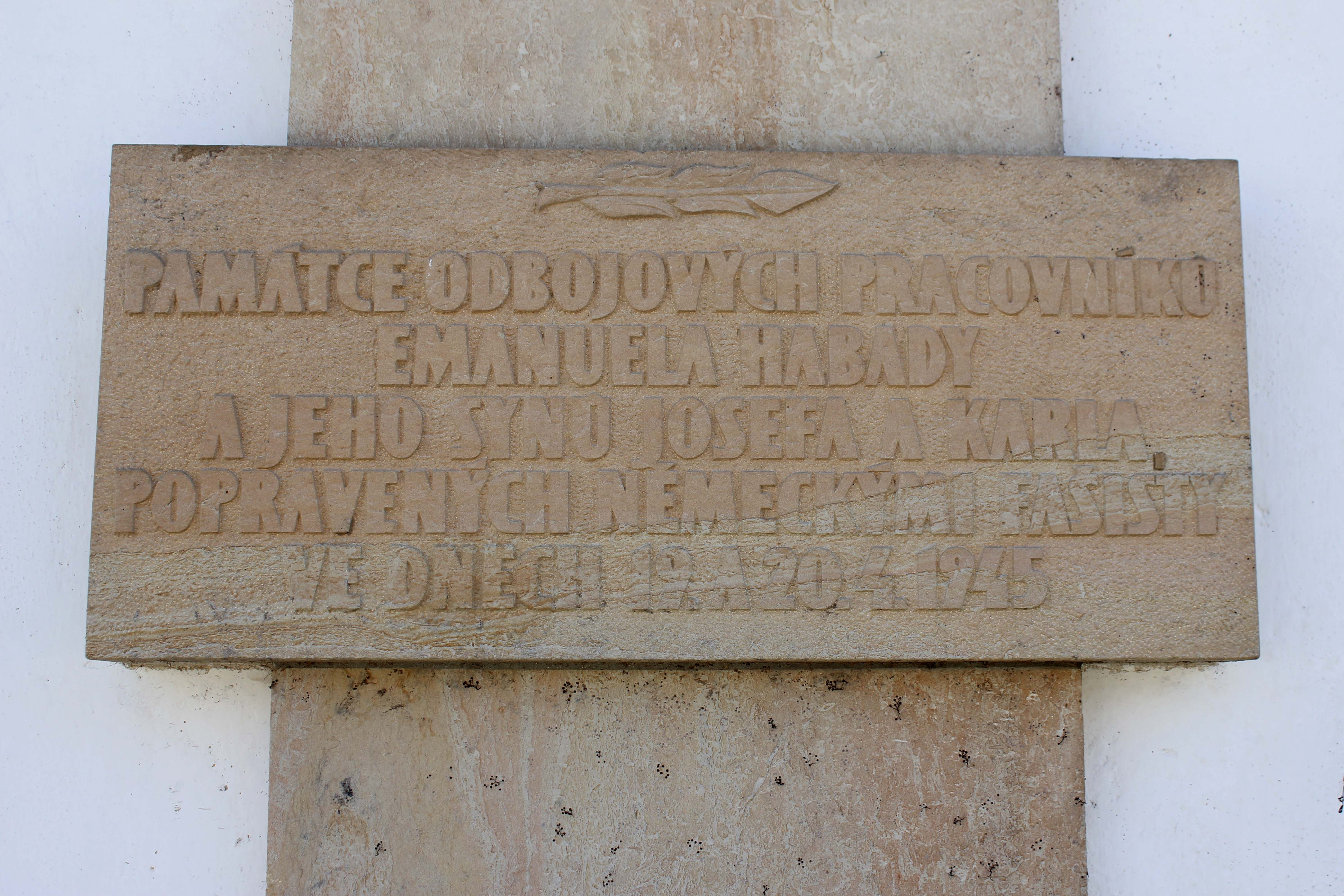
Pamětní deska k uctění památky rodiny Habadových

#### Incident u Habadových
Dne 2. prosince 1944 došlo v domě č. 42 rodiny Habadových ke střelbě, při níž byl postřelen Emanuel Habada a jeho synové Karel a Josef Habadovi, a členové rožmitálského odboje Jiří Třasoň a Alois Hovorka. Střelci byli agenti gestapa Ladislav Štěpánek a Jaroslav Panenka. Celou akci naplánovalo klatovské gestapo s pomocí svého konfidenta Miroslava Náhlovského, bývalého laboranta v lékárně u Třasoňových v Rožmitále, kterému členové odboje nerozvážně svěřili svou důvěru. Náhlovský přišel s prosbou, že se potřebuje úkryt což mu bylo zajištěno právě u rodiny Habadových v Bezděkově. Zde podle plánu sdělil, že ví o dvou československých parašutistech, kteří potřebují pomoc, za které se vydávali Štěpánek s Panenkou. Celá akce měla především za cíl polapit Aloise Hovorku, jednoho z předních členů rožmitálského odboje. Alois Hovorka byl během přestřelky zasažen do břicha a společně s Habadovými byl odvezen do příbramské nemocnice, odkud byli později převezeni na Pankrác, kde byli všichni popraveni 19. a 20. dubna 1945. Marie Habadová byla poslána do koncentračního tábora v Terezíně, kde jako jediná z rodiny přežila konec války. Emanuel, Karel a Josef Habadovi byli In memoriam vyznamenáni Československým válečným křížem 1939. V důsledku události v Bezděkově bylo gestapem zatčeno 46 osob z Rožmitálska, včetně ukrývaného velitele odbojového hnutí, Františka Lízla. Událost připomíná pamětní deska umístěná na domě Habadových.

### Poválečné období a doba socialismu

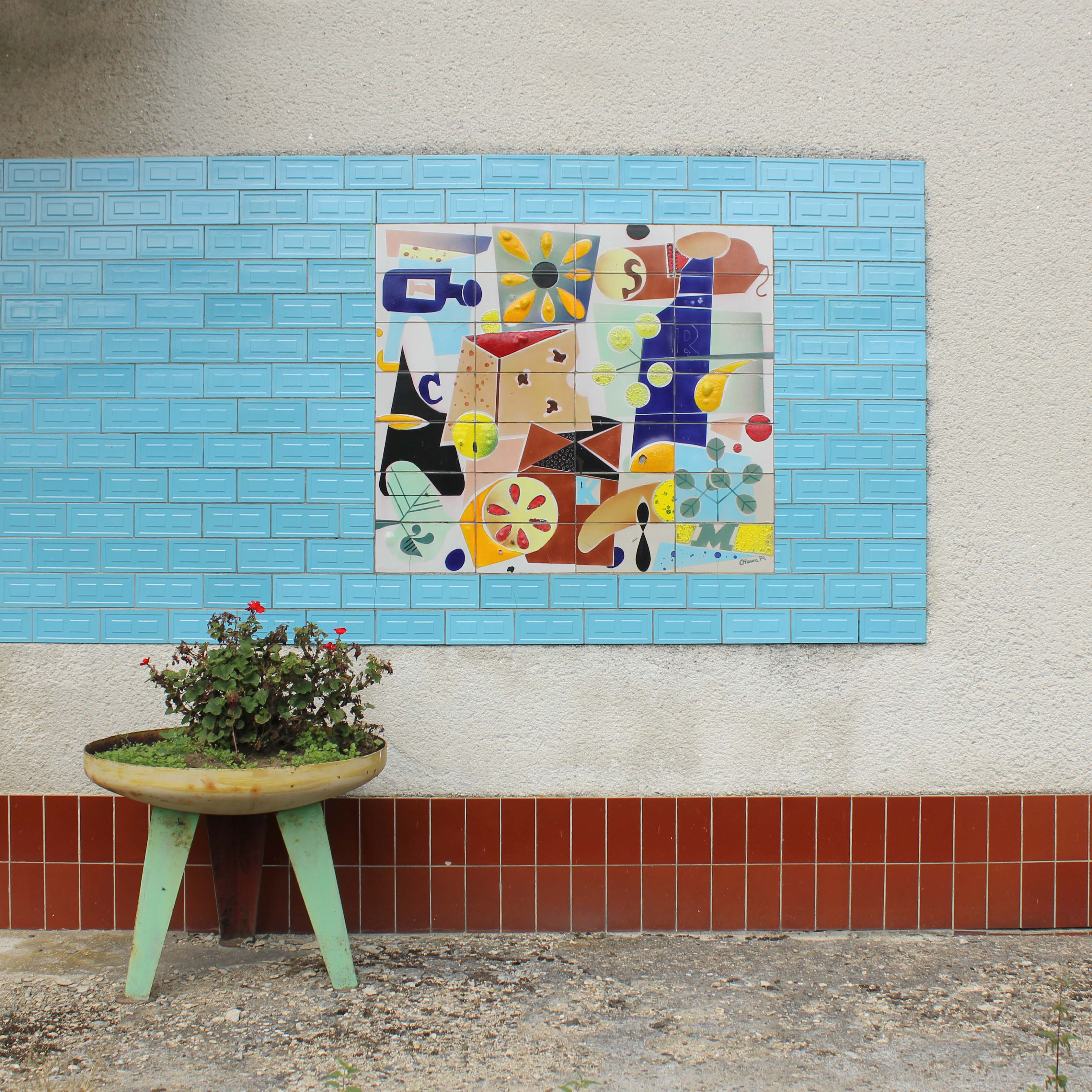
Detail výzdoby obchodu

Náhlá změna politické orientace, jež v zemi nastala po komunistickém převratu v únoru 1948, se dotkla také samotného Bezděkova. Nejprve byla v roce 1950 obec přejmenována na Bezděkov pod Třemšínem a poté byly v roce 1954 znárodněny obecní lesy. O rok později, po politickém nátlaku, došlo i v Bezděkově k založení Jednotného zemědělského družstva, při čemž byly zestátněny i zbylé, do té doby ještě soukromé zemědělské pozemky. Obecní pastouška (čp. 3) byla přestavěna na budovu místního národního výboru, k níž byly posléze přistavěny i nové kanceláře JZD. K další velké změně došlo v roce 1960, kdy zanikl okres Blatná a Bezděkov byl územněsprávně včleněn pod okres Příbram, čímž přešel z kraje Plzeňského pod kraj Středočeský a tak věci týkající se krajského souhlasu byly od té doby vyřizovány už jen v Praze a nikoli v Plzni. O další tři roky později se Bezděkov stal obcí spádovou, kdy pod jeho místní národní výbor připadla správa obce Vševily i s osadou Lesní Chalupy. V 70.  letech nastal v obci čilý stavební ruch. V roce 1974 byla dokončena výstavba obecní prodejny smíšeného zboží, již si místní občané postavili dobrovolnou svépomocí v takzvané „Akci Z“. V roce 1977 byla postavena nová myslivecká chata u střelnice a o rok na to dokončena přestavba pohostinství. V té době vyrostlo v obci i několik nových rodinných domů, čímž se trochu zabránilo pozvolnému vylidňování obce.

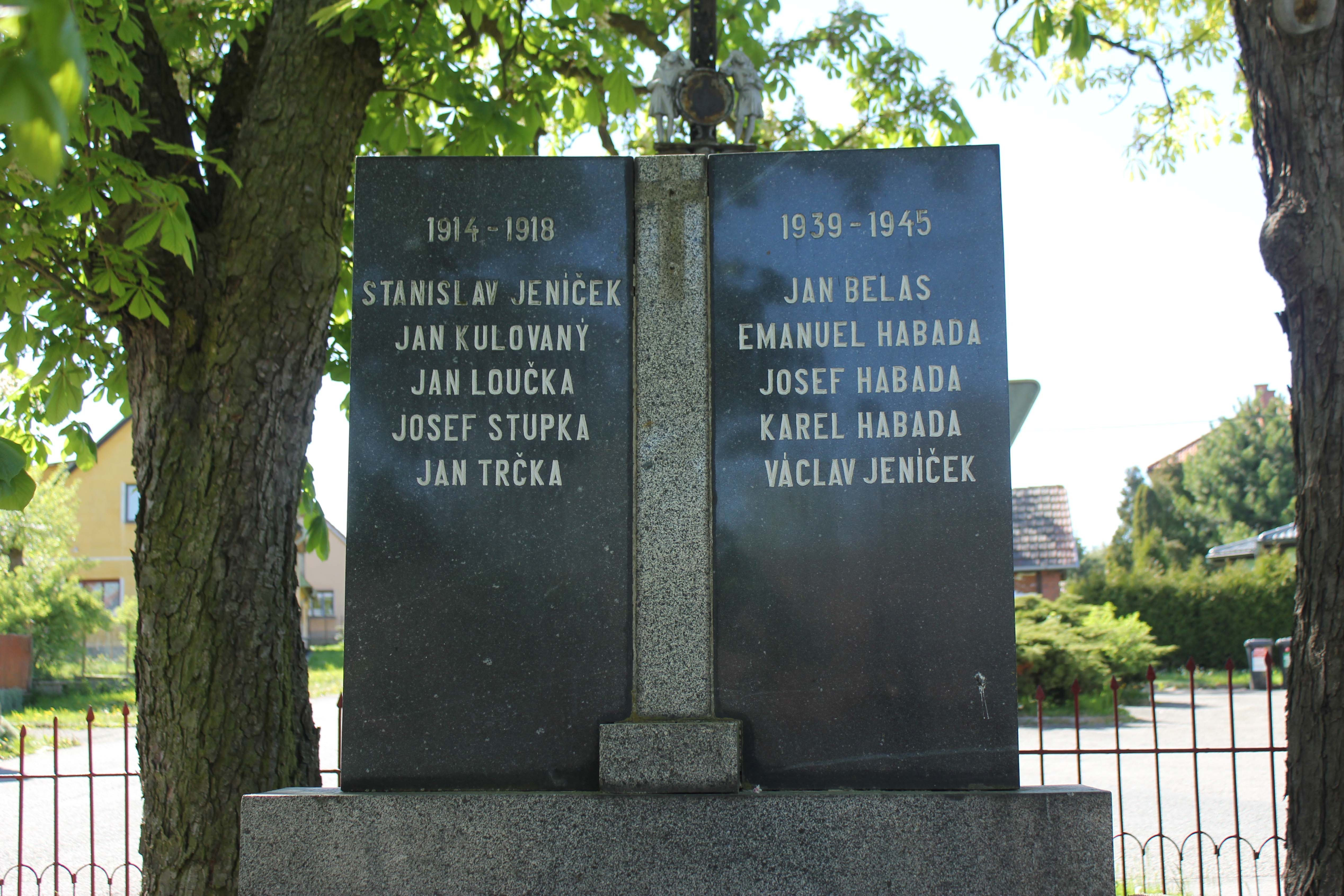
Pomník padlým v první světové válce stával před kapličkou a byl odstraněn v roce 1960 při stavbě silnice. Pomník válečným obětem na fotografii vznikl v roce 1948 a nachází se u vjezdu do obce

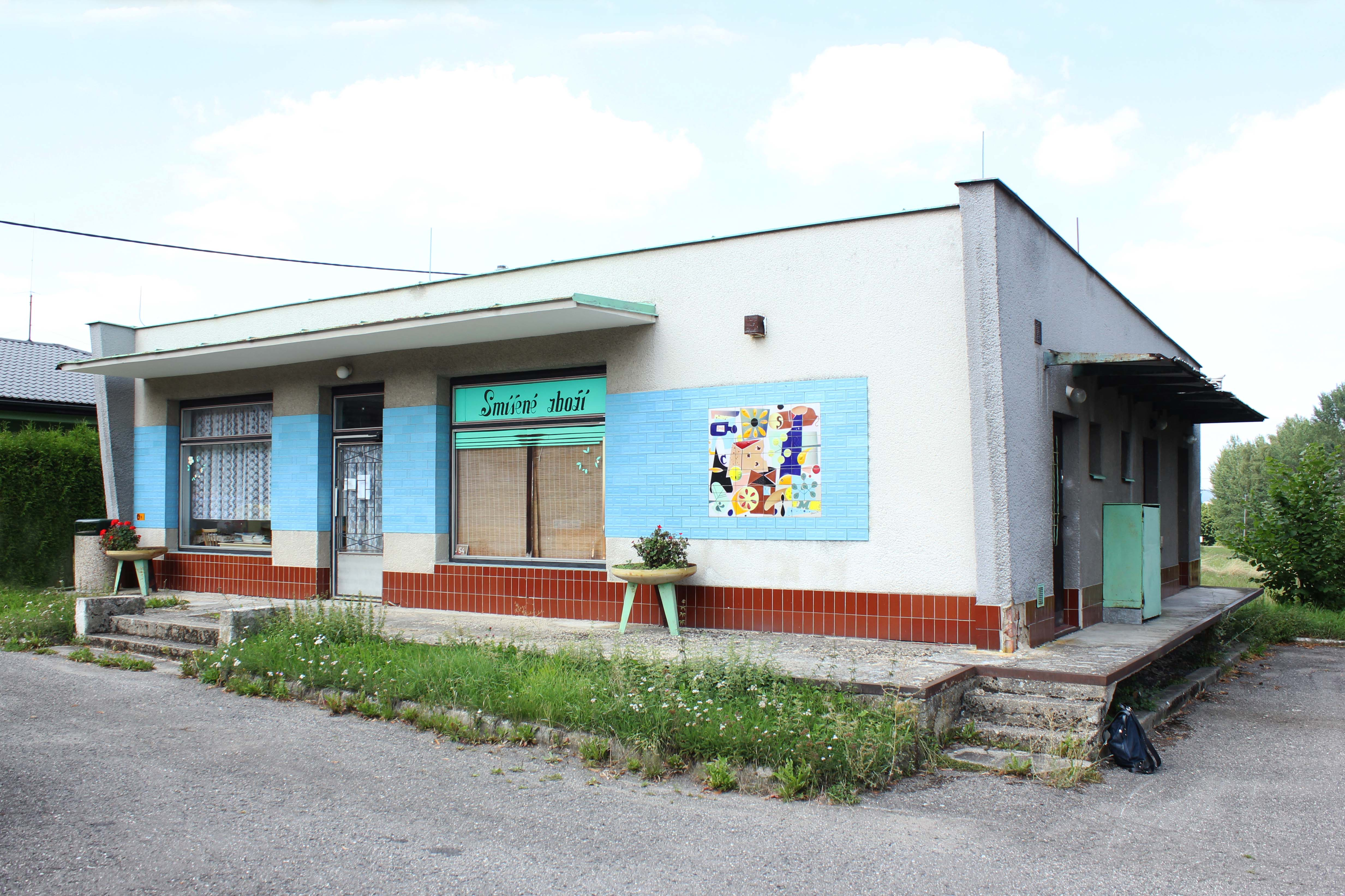
Prodejna potravin

V roce 1980 byla obci odebrána samostatnost a byla přiřazena pod správu města Rožmitál pod Třemšínem. Pro vyřizování obecních záležitostí zde byl založen občanský výbor. Ten se, i přes omezené možnosti, dále snažil vylepšovat život zdejším občanům. Kolem budovy občanského výboru byl v roce 1982 upraven tok potoka a o rok později byla dokončena výstavba kanalizačních řádů pro svod dešťové vody. V roce 1985 byla dobudována požární nádrž a dva roky na to byla u obecního vodojemu postavena akumulační nádrž na pitnou vodu, jenž byla poté připojena na místní vodovod. V roce 1988 došlo k další územní změně. Osada Lesní Chalupy, jenž byla až do té doby vždy součástí sousedních Vševil, byla katastrálně přičleněna k Bezděkovu a stala se tak nově jeho součástí.

### Porevoluční vývoj
Politické změny po sametové revoluci z roku 1989 umožnily mnohým obcím opětovné nabytí své samostatnosti. Mezi prvními tak učinila již v roce 1990 obec Vševily, k níž byla, na základě oprávněných požadavků, nazpět přičleněna osada Lesní Chalupy. V roce 1992 proběhla kolaudace nové hasičské zbrojnice postavené u požární nádrže. Ale to již došlo k naplnění snahy mnohých místních občanů k opětovné samostatnosti obce, jenž byla, po kladném hlasování v místním referendu, zrealizována. Znovunabytí samostatnosti nastalo na 1. ledna 1993, kdy bylo, spolu s rozpadem státní Československé federace, ukončeno i víceméně nechtěné spojenectví s městem Rožmitál pod Třemšínem. Obec si poté oficiálně přisvojila svůj předešlý název Bezděkov pod Třemšínem.
V roce 2001 bylo postaveno sportovní hřiště pro míčové hry s asfaltovým povrchem, o rok později byla dokončena výstavba kořenové čistírny odpadních vod. Téhož roku zasáhly celé území Česko rozsáhlé povodně, při nichž bylo v obci vytopeno několik sklepních prostor, a to jak u rodinných domů tak i rekreačních chalup. Rokem 2004 začalo budování splaškové kanalizace s jejím napojením na zkolaudovanou kořenovou čistírnu. Již fungující kanalizace byla plně dokončena roku 2007 připojením nemovitostí v dolní části obce, které byly napojeny ke kanalizaci pomocí kalové přečerpávací stanice postavené za budovou obecního úřadu. V roce 2009 skončila v obci živočišná výroba. Zemědělské družstvo vyklidilo v září kravín, kde chovalo jalovice, v listopadu pak došlo k vyklizení výkrmny vepřů. Položením nové střešní krytiny v roce 2016, byla ukončena několikaletá rozsáhlá rekonstrukce budovy Obecního úřadu. V jubilejním roce 2018 byla u požární nádrže k stému výročí vzniku Československa vysazena Lípa republiky, u které byl též usazen i pamětní kamen, jenž připomíná toto významné výročí. Během tohoto roku byla také provedena generální oprava kaple Nejsvětější Trojice na návsi.
V roce 2020 obec zakoupila v exekuční dražbě bývalou hospodu na návsi u kapličky. Zchátralý objekt s tanečním sálem byl po stropy zaplněný harampádím a odpadky. Obec objekt vyklidila a zahájila jeho opravy, aby mohl opět sloužit ke kulturnímu využití. V roce 2025 obec zahájila Program Obce Bezděkov pod Třemšínem na podporu bydlení místních obyvatel, kteří nevlastní nemovitost k trvalému pobytu nebo stavební pozemek. Cílem programu je podpořit mladé rodiny, aby neopouštěli obec z důvodu nemožnosti získat zde vlastní bydlení.

## Demografie
Počet obyvatel od začátků sčítání obyvatel má sestupnou tendenci. Nejvíce obyvatel (326) zde žilo v roce 1886. Nejvýraznější úbytek obyvatel byl zaznamenán v roce 1950, kdy oproti roku 1930 ubylo 68 obyvatel. Nejmenší počet obyvatel (142) byl zaznamenán v roce 2020. Vývoj počtu obyvatel a sčítání domů je uveden v tabulce:
| Rok                   | 1790 | 1837 | 1848 | 1862 | 1870 | 1880 | 1886 | 1890 | 1900 | 1910 | 1921 | 1930 | 1950 | 1961 | 1970 | 1980 | 1991 | 2001 | 2011 | 2021 |
| --------------------- | ---- | ---- | ---- | ---- | ---- | ---- | ---- | ---- | ---- | ---- | ---- | ---- | ---- | ---- | ---- | ---- | ---- | ---- | ---- | ---- |
| Počet obyvatel        | –    | 311  | 315  | 315  | 304  | 313  | 326  | 299  | 282  | 275  | 244  | 229  | 161  | 153  | 160  | 174  | 142  | 143  | 155  | 155  |
| Rozdíl počtu obyvatel | –    | –    | +4   | 0    | −11  | +9   | +14  | −27  | −17  | −7   | −31  | −15  | −68  | −8   | +7   | +14  | −32  | +1   | +12  | 0    |
|                       |      |      |      |      |      |      |      |      |      |      |      |      |      |      |      |      |      |      |      |      |
| Počet domů            | 33   | 43   | –    | 45   | 47   | 47   | –    | 48   | 50   | 49   | 48   | 48   | 49   | 43   | 43   | 43   | 49   | 54   | 55   | 63   |
| Rozdíl počtu domů     | –    | +10  | –    | +2   | +2   | 0    | –    | +1   | +2   | −1   | −1   | 0    | +1   | −6   | 0    | 0    | +6   | +5   | +1   | +8   |

### Obyvatelstvo
Roku 1565 zde bylo šest osedlých (sedláků): Jan Janoušek, Vaněk,, Trčka, Bartoň Beran, Jan Sýkora, Janek Slanec, Vaněk Častiašek. Roku 1654 zde byli 4 hospodáři: Jan Janouškovic, Pavel Trčka, Duchoň Sýkora, Jan Jaroš. Roku 1740 zde bylo 7 hospodářů a 1 chalupník: Matěj Trčka, vdova Kateřina Janoušková, Havel Sýkora, Jan Sýkora, Tomáš Květoň, Maryana Jarošová, Václav Janoušek, Řehoř Loučka, hospodský Martin Tryhubka. V roce 1930 jest v Bezděkově: 1 hostinec, 1 krejší, 2 obuvníci, 1 švadlena, 4 zámečníci, 3 kováři, 1 holič, 5 tesařů, 9 zedníků a 25 kameníků.
Při sčítání lidu v roce 2011 se 109 ze 155 obyvatel hlásilo k české národnosti. Jednou byla zastoupena slovenská národnost. V roce 2019 zde žilo 142 obyvatel z toho 77 mužů a 65 žen. Průměrný věk občanů byl 43,5 let.

### Náboženství
Bezděkov farně patřil ke Starému Rožmitálu k místnímu kostelu Povýšení svatého Kříže. Na návsi je kaplička z roku 1844. V roce 1921 zde žilo 244 obyvatel z nichž se 243 hlásilo k římskokatolické církvi a pouze jeden byl bez vyznání. Při sčítání lidu z roku 2011 se v obci ze 155 obyvatel hlásilo k víře 25 obyvatel. Nejvíce se jich hlásilo k římskokatolické církvi (21).

## Obecní správa

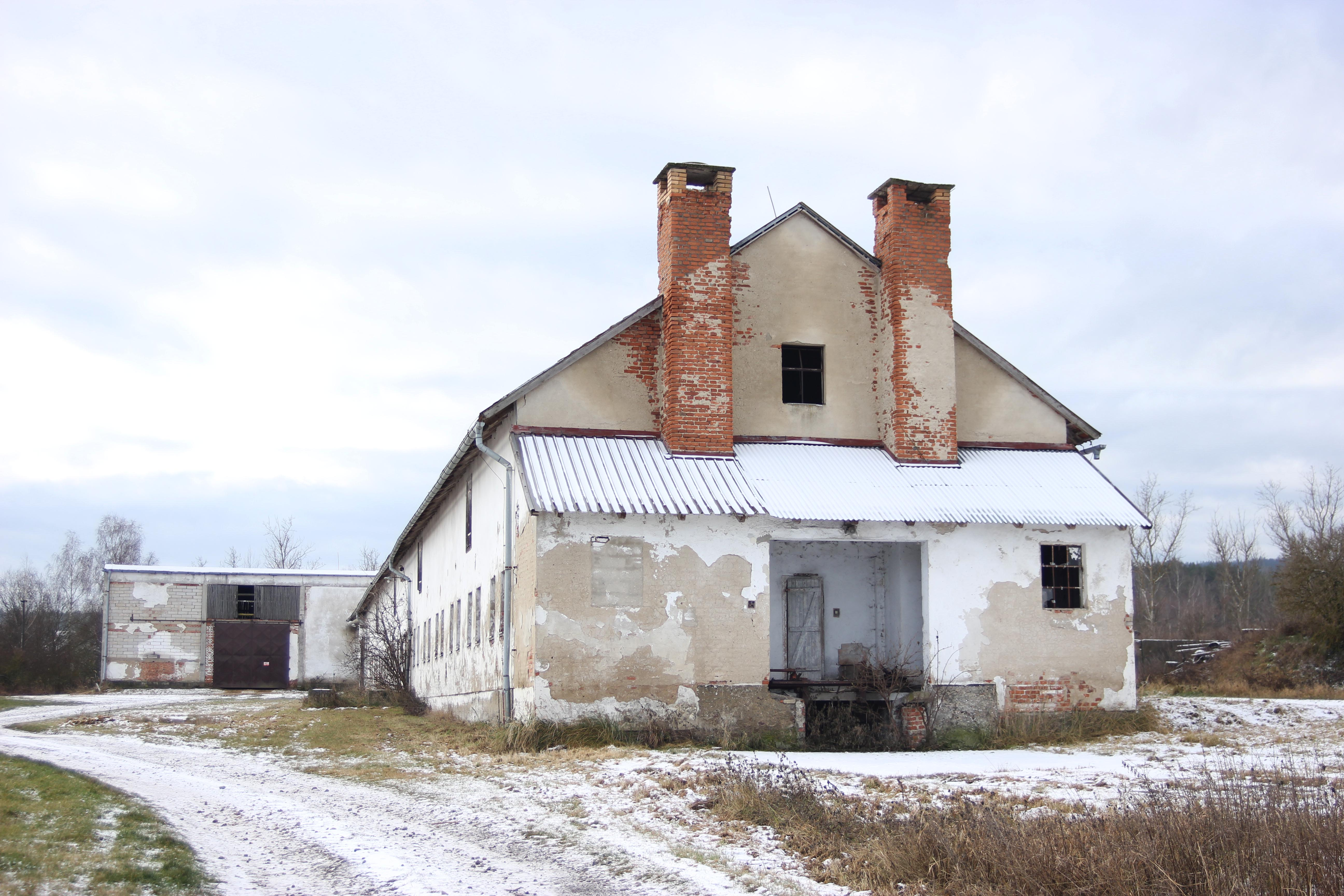
Kravín

### Časti obce
- Bezděkov pod Třemšínem (k. ú. Bezděkov pod Třemšínem)

K obci patří také samota Pohodnice.
Sousedními obcemi sídla jsou Rožmitál pod Třemšínem a Vševily.

### Územněsprávní začlenění
Dějiny územněsprávního začleňování zahrnují období od roku 1850 do současnosti. V chronologickém přehledu je uvedena územně administrativní příslušnost obce v roce, kdy ke změně došlo:
- 1850 země česká, kraj Plzeň, politický i soudní okres Březnice, obec Pňovice[17]
- 1855 země česká, kraj Písek, soudní okres Březnice, obec Pňovice
- 1868 země česká, politický okres Blatná, soudní okres Březnice, obec Pňovice
- 1930 země česká, politický okres Blatná, soudní okres Březnice[18]
- 1939 země česká, Oberlandrat Klatovy, politický okres Blatná, soudní okres Březnice[19]
- 1942 země česká, Oberlandrat Plzeň, politický okres Strakonice, soudní okres Březnice[20]
- 1945 země česká, správní okres Blatná, soudní okres Březnice[21]
- 1949 Plzeňský kraj, okres Blatná[22]
- 1960 Středočeský kraj, okres Příbram
- k 1. lednu 1980 Středočeský kraj, okres Příbram, město Rožmitál pod Třemšínem[18]
- k 1. lednu 1993 Středočeský kraj, okres Příbram[18]
- 2003 Středočeský kraj, okres Příbram, obec s rozšířenou působností Příbram

### Starostové
- František Trčka (1923–1927)
- Václav Tuháček (1927–1932)
- František Polák (1932–1945)
- Josef Podlešák (1945–1948)
- Josef Lejsek (1948–1949)
- Adolf Fous (1949–1950)
- Václav Kašpárek (1950)
- Václav Sýkora (1950–1952)
- Václav Kašpárek (1952–1953)
- František Sadílek (1953)
- Josef Roj (1953–1956)
- Josef Podlešák (1956–?)
- Alois Kuchta (1963–1971)
- Manfréd Hilbich (1971–1976)
- Karel Daniel (1976–1980)

1980–1993 – obec přičleněna k Rožmitálu pod Třemšínem

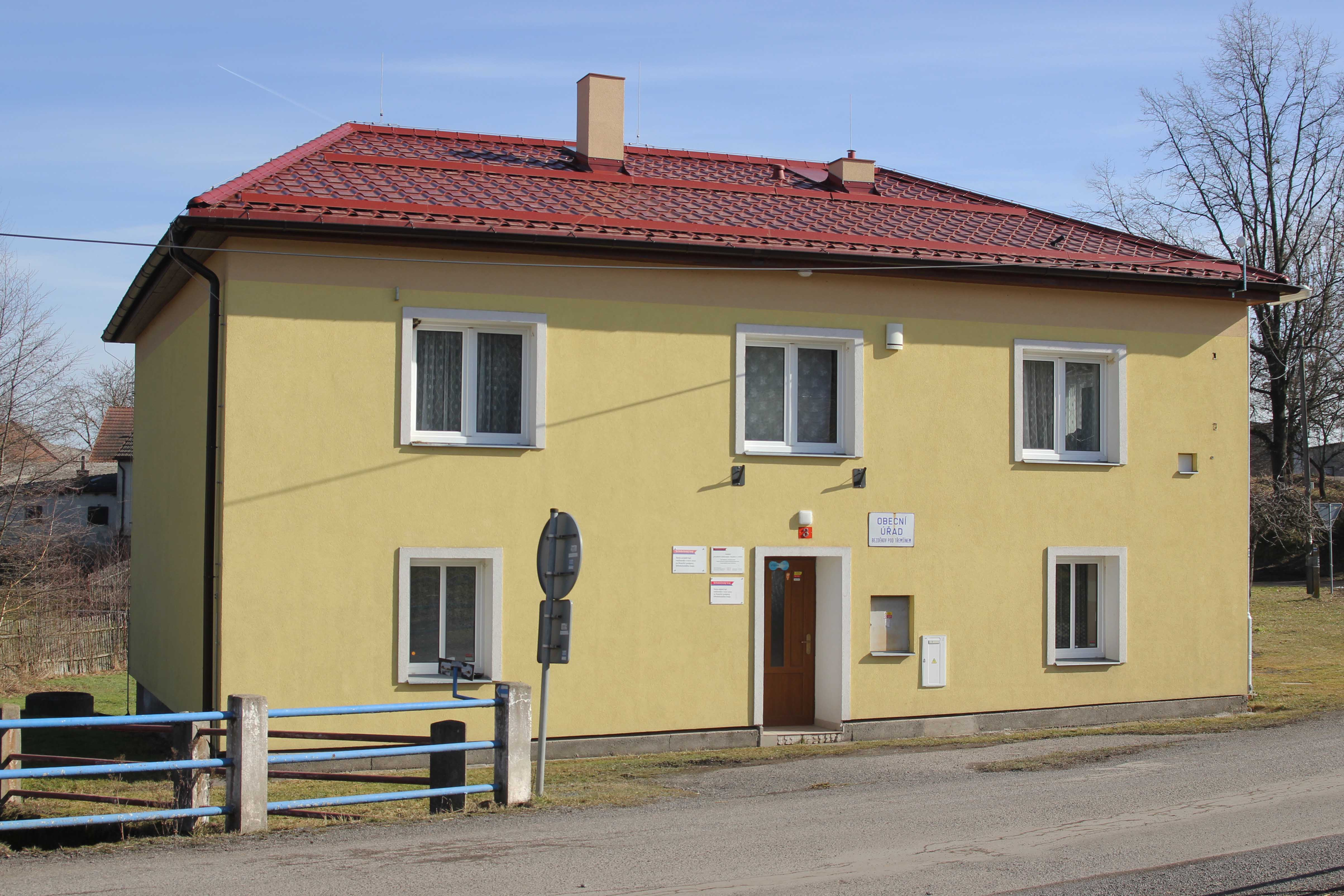
Obecní úřad

- Václav Štěpán (1993–1994)
- Robert Trčka (1994–2003)
- Karel Dražan (2004–2010)
- Jan Kodat (2010–2018)
- Vilém Trčka (2018–současnost)

### Členství ve sdruženích
Bezděkov pod Třemšínem je členem ve svazku obcí Mikroregion Třemšín a sdružení Čechy nad zlato, které vzniklo v roce 1996 za účelem ochrany životního prostředí v oblastech ohrožených průzkumem ložisek a těžbou zlata. Také je členem MAS Podbrdsko, z.s. a Sdružení místních samospráv ČR.

## Doprava

### Dopravní síť
Do obce vedou silnice III. třídy. Železniční trať ani stanice či zastávka na území obce nejsou.

### Autobusová doprava
Autobusovou dopravu v obci Bezděkov pod Třemšínem zajišťuje společnost Arriva Střední Čechy. Obec je součástí Pražské integrované dopravy (PID). V obci se nachází zastávka Bezděkov p.Tř. Autobusová linka 495 spojuje Nepomuk s Rožmitálem pod Třemšínem, Bezděkovem pod Třemšínem, Březnicí a Mirovicemi.

## Společnost

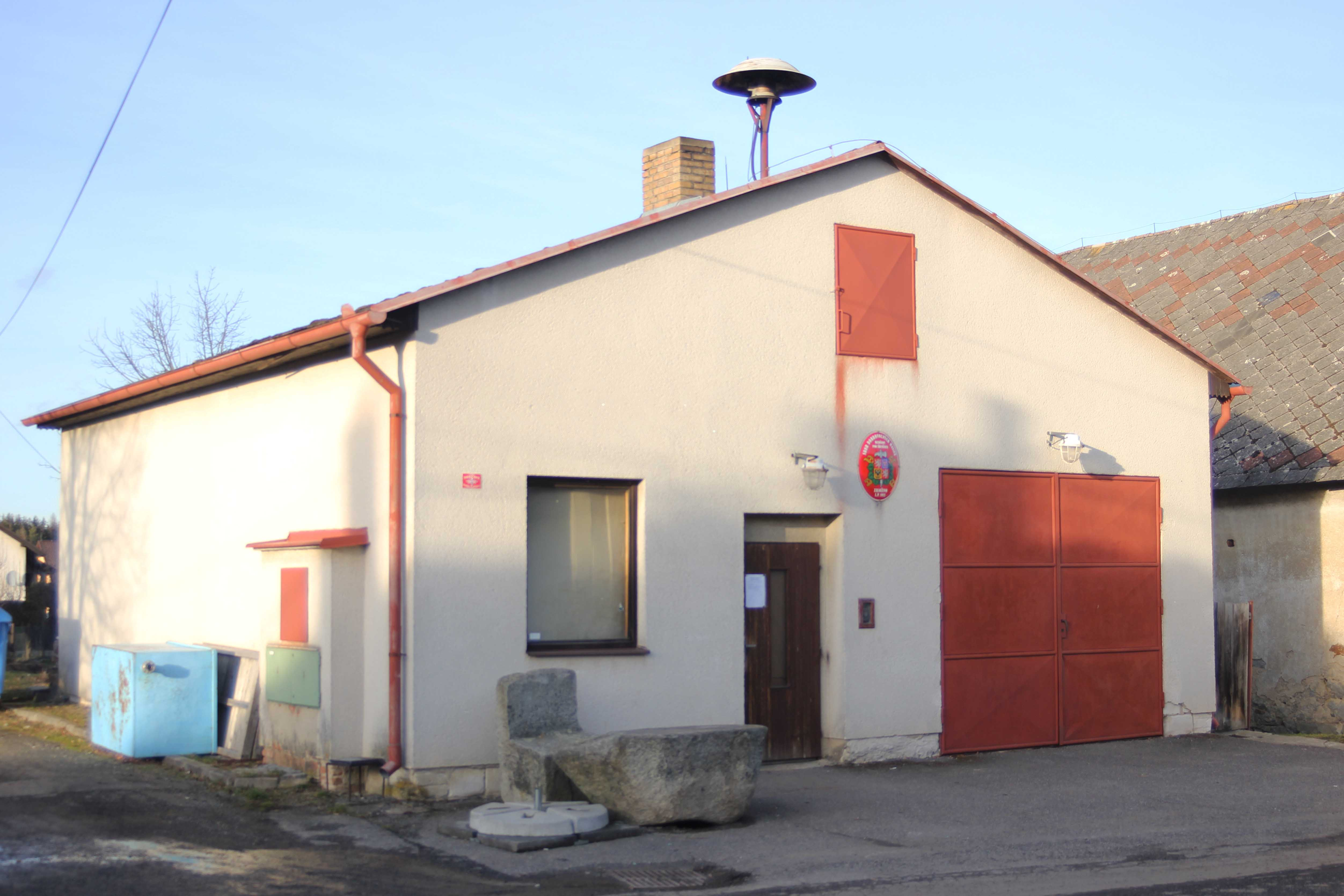
Hasičská zbrojnice

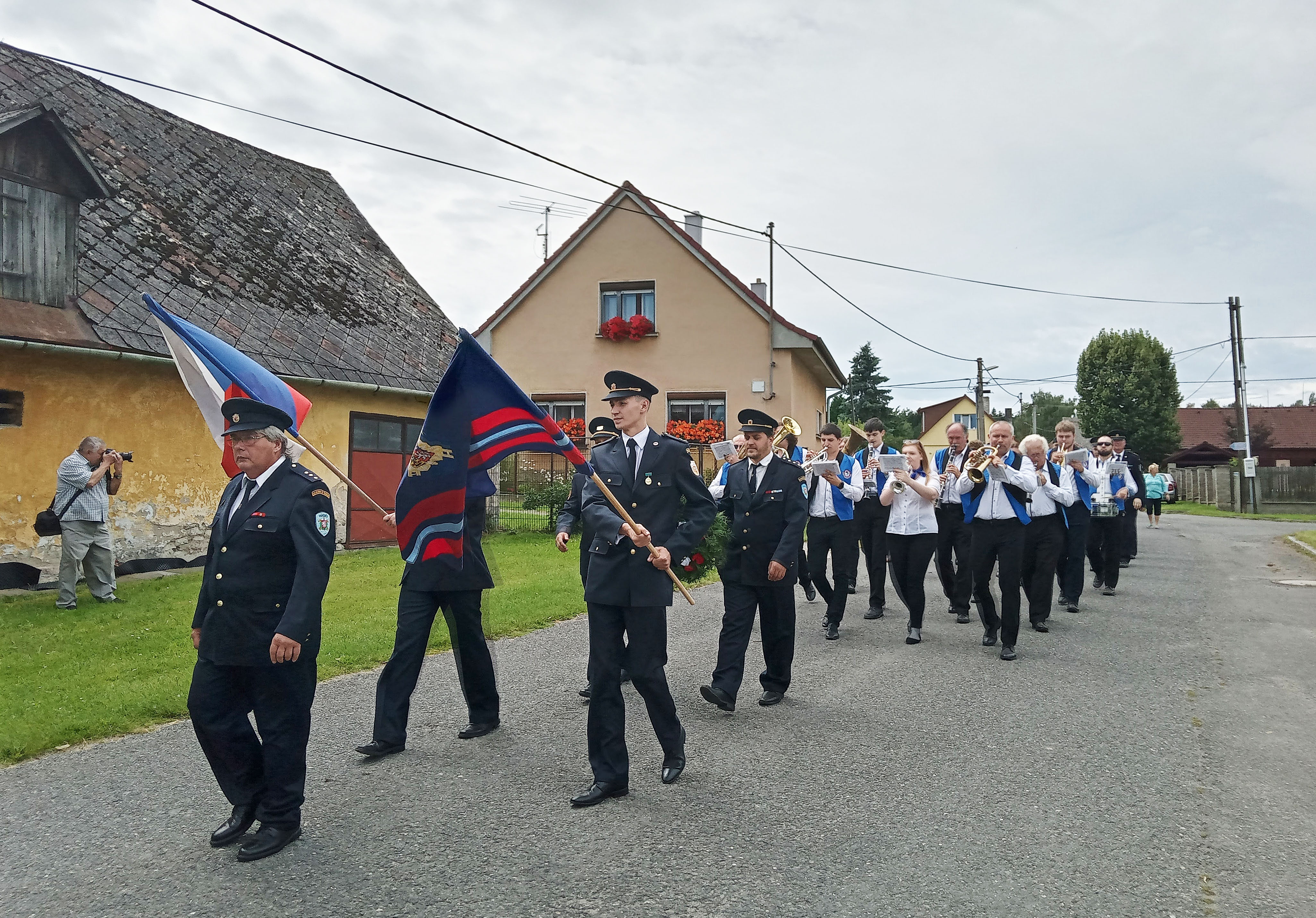
Průvod během oslav 110 let od založení SDH a sjezdu rodáků 7. srpna 2021

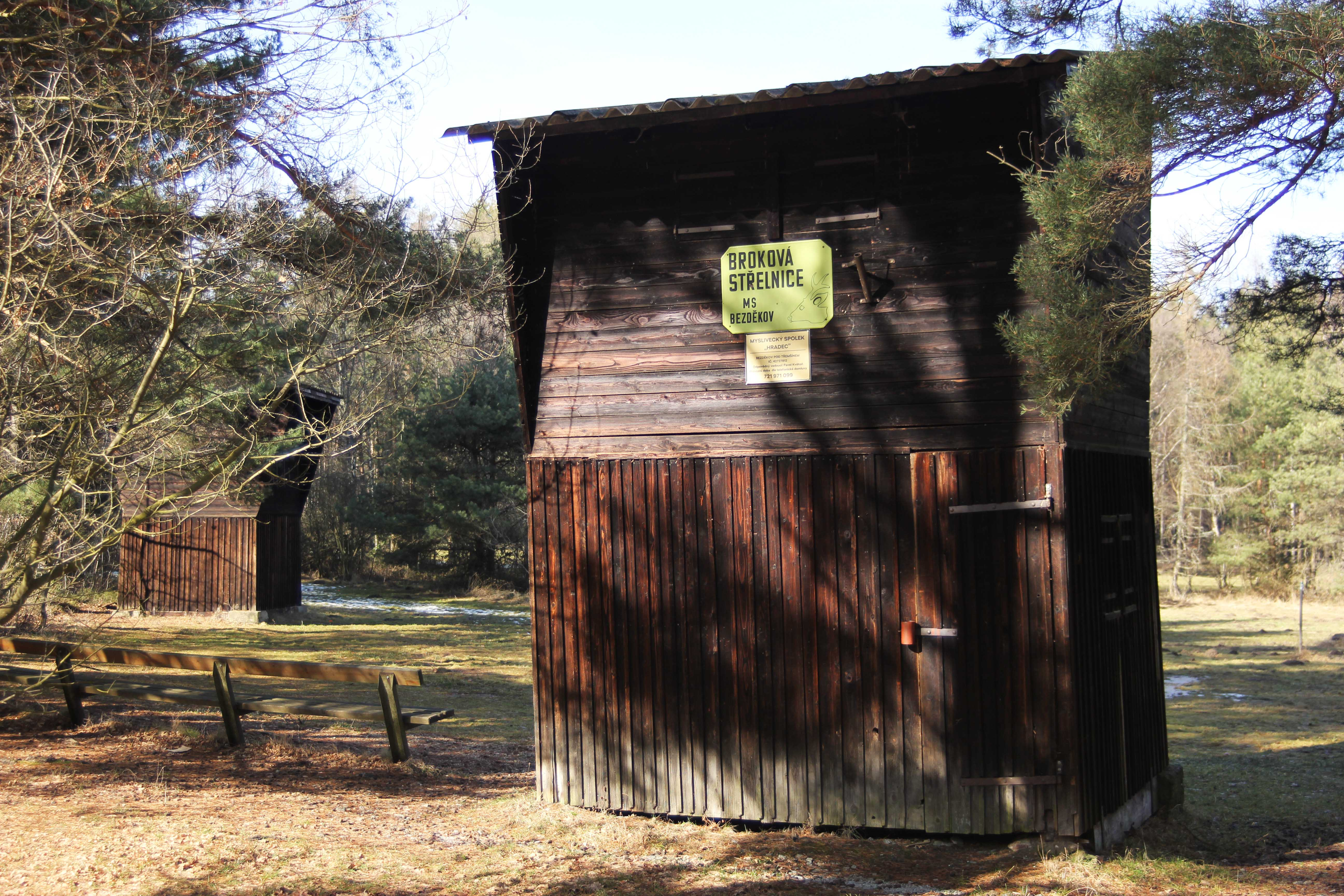
Broková střelnice v Bezděkově

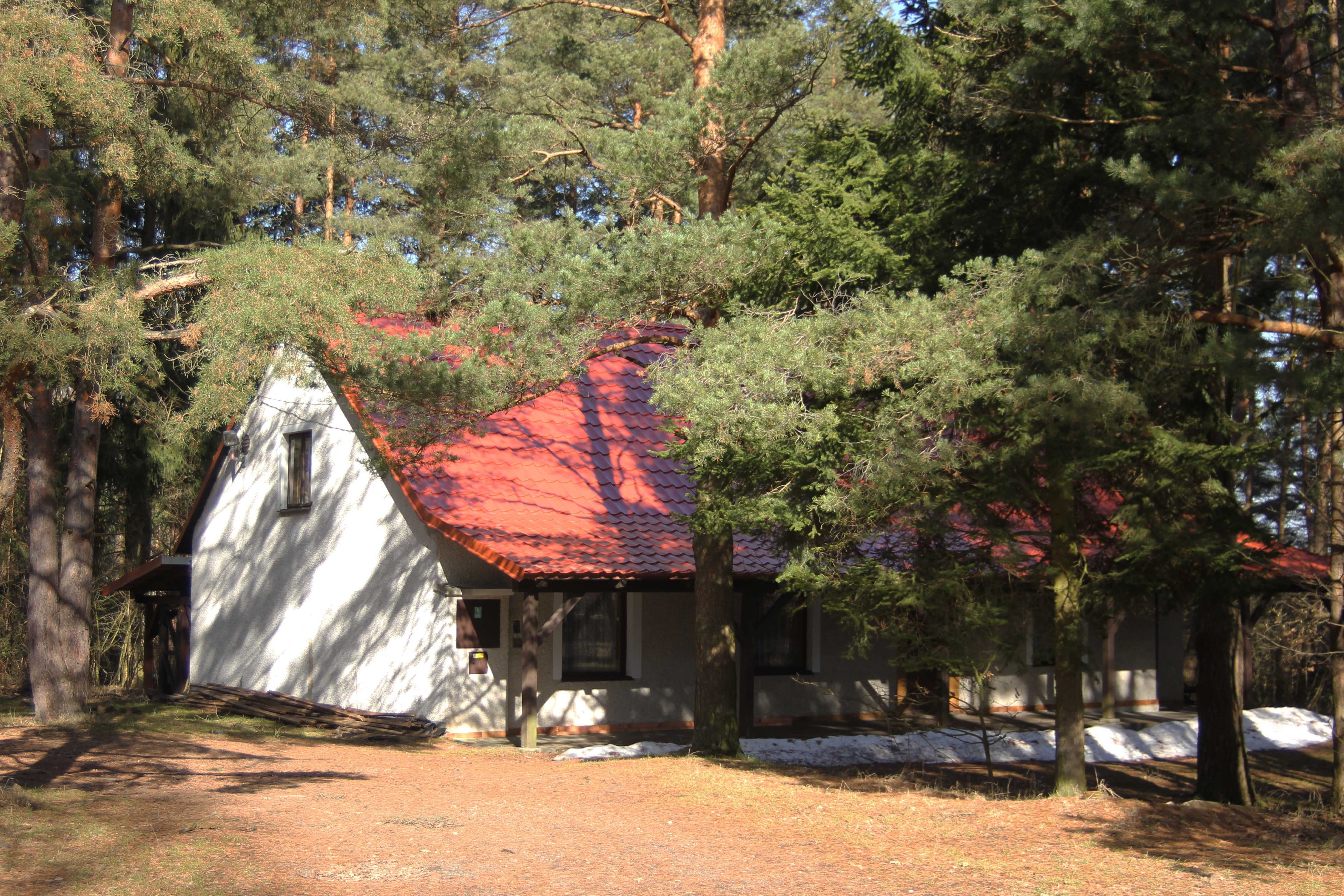
Myslivecká chata

V obci je obchod se smíšeným zbožím. V budově obecního úřadu funguje knihovna. Poštou obec náleží k Rožmitálu pod Třemšínem. V obci je možnost krátkodobého ubytování v soukromém srubu.

### Školství
Když byl 6. prosince 1744 vydán Všeobecný školní řád pro všechny císařsko-královské země, který stanovil mimo jiné i všeobecnou vzdělávací povinnost pro chlapce i dívky, začalo se v Bezděkově, tak jako podobně v okolních obcích, nejdříve vyučovat u někoho v chalupě, což bylo „u Vdovů”, kde později vznikl místní Vachatův hostinec. Až v roce 1834 dohodly se obce Bezděkov, Pročevily, Volenice a Vševily k výstavbě společné školní budovy. Vybráno bylo nakonec místo v Pročevilech pod kostelem sv. Barbory, kde byla škola otevřena již v následujícím roce. Zde se bezděkovské děti vyučovaly až do roku 1896, kdy byl Bezděkov přiškolen do sousedního Rožmitálu.

### Spolky
- Sbor dobrovolných hasičů – Oficiálně vznikl 9. prosince 1911 a stal se členem hasičské župy Podtřemšínské č. 61. Od svého založení funguje nepřetržitě a významně se podílí na různých činnostech v obci např. brigádách či organizaci společenských a kulturních akcích jako je pálení čarodějnic, masopust či stavění Máje. Sbor je součástí Sdružení hasičů Čech, Moravy a Slezska a je zařazen do systému IZS v kategorii JPO V. SDH Bezděkov pod Třemšínem se také aktivně účastní v požárním sportu. Družstvo mužů „A“ v letech  2014–2016 zcela ovládlo Extraligu ČR v požárním útoku a tři ročníky v řadě se stalo jejím absolutním vítězem.[28] V roce 2023 je ve sboru evidováno 60 mužů a 30 žen.[29]

- Myslivecký spolek Hradec – Vznikl v roce 1976 sloučením mysliveckých sdružení Bezděkov a Pňovice. Za sídlo si zvolil Bezděkov, kde se od šedesátých let nachází myslivecká broková střelnice na asfaltové terče. Zde si spolek v roce 1977 svépomocí postavil mysliveckou chatu. Honitba spolku má rozlohu 1760 hektarů, z čehož dva hektary jsou vodních ploch, 428 hektarů lesů a 1330 hektarů polí a luk. Chovnou, ale i lovnou zvěří je převážné zvěř srnčí a černá, okrajově též jelení. V roce 2023 má spolek 21 myslivců z Bezděkova, Vševil, Pňovic a z Rožmitálu pod Třemšínem.[29]
- Rybářský spolek – Dobrovolný rybářský spolek s názvem „Chyť ho“ byl založen 3. srpna 2002. Cílem spolku je sportovní lov ryb a vytvoření zájmové činnosti pro místní i přespolní děti. Spolek je otevřený a neziskový, financovaný z příspěvků členské základny. Nejvíce členů měl v roce 2009 – 32 dospělých a 14 dětí. V roce 2023 je to 10 členů. Hospodaří na rybníce v osadě Chaloupky, který je v majetku sousední obce Vševily a na rybníčku „Veruňák” v Bezděkově.[29]
- Český svaz včelařů – V roce 2023 je zdejší trojice včelařů registrovaná u základní organizace ČSV v Rožmitále pod Třemšínem, která sdružuje všechny včelaře z rožmitálského regionu. Na území obce se nachází dvojice stálých včelích stanovišť, v nichž včelaři chovají kolem padesáti včelstev.[29]

### Kulturní akce
- Běh Bezděkovem – V obci se od roku 2019 každoročně konná běžecký závod Běh Bezděkovem. Závod, který startuje na Myslivecké chatě je určen věkovým kategoriím od 6 do 17 let a poté dospělím / juniorům.[30]

## Turistika
Nad obcí je umístěná naučná stezka Bezděkov, která na svém konci navazuje na turistickou trasu Kasejovice – Třemšín – Březnice – Příbram.

## Pamětihodnosti
- kulturní památka Kaple Nejsvětější Trojice
- přírodní park Třemšín
- přírodní památka Bezděkovský lom
- přírodní památka Rožmitál pod Třemšínem

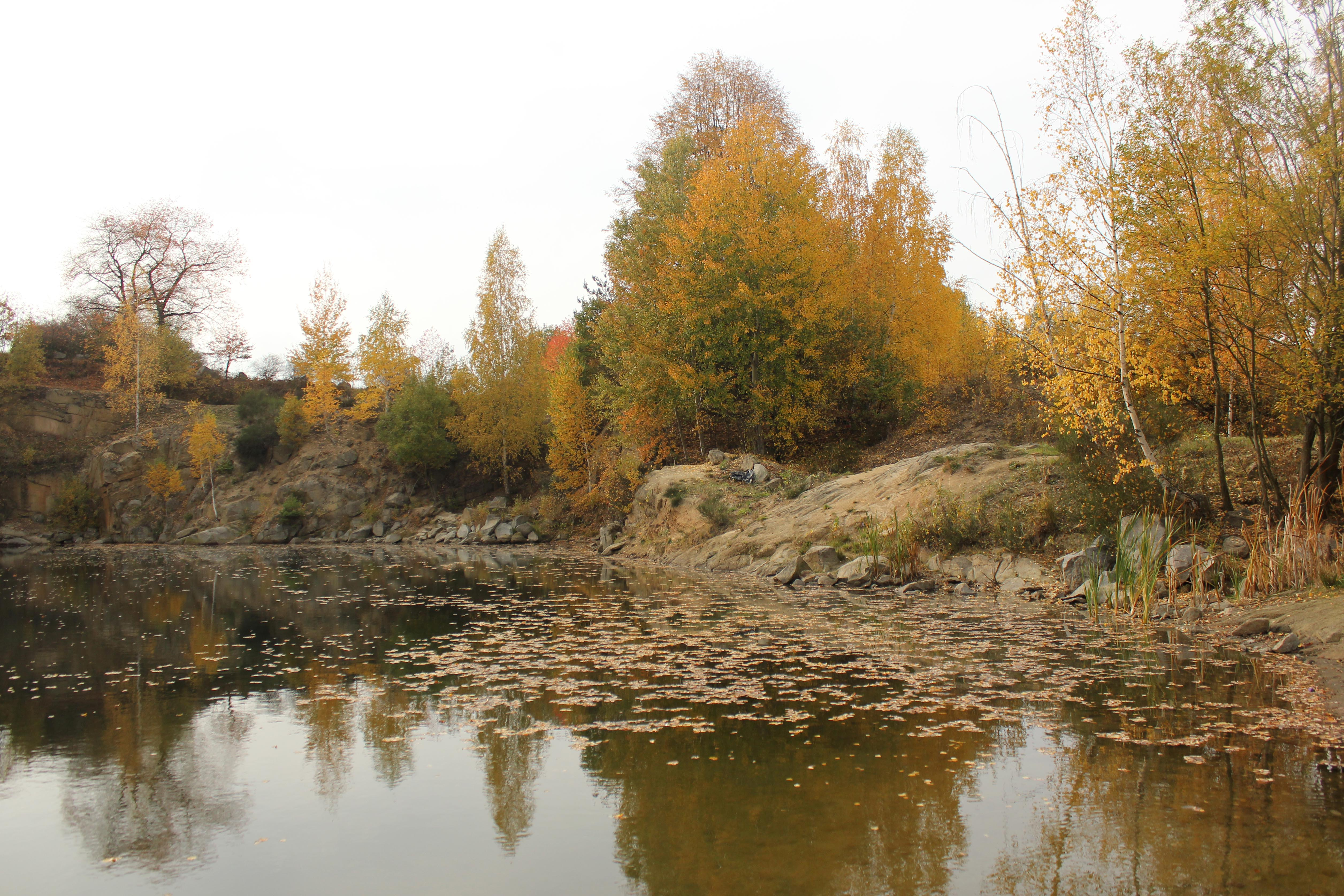
Bezděkovský lom

## Osobnosti
- Emanuel Trčka (1873–1932), politik